# Karl Carstens
Karl Carstens (Bremen, Alemanya 1914 - Meckenheim 1992) fou un polític alemany que va esdevenir el cinquè president de la República Federal Alemanya entre els anys 1979 i 1984.

## Biografia
Va néixer el 14 de desembre de 1914 a la ciutat de Bremen, població situada a l'estat alemany de Baixa Saxònia. Va estudiar Dret i Ciències Polítiques en les universitats de Frankfurt del Main, Dijon, Múnic, Königsberg i Hamburg, on es graduà l'any 1936. L'any 1949 va finalitzar un màster de Dret a l'Escola de Lleis de la Universitat Yale.
Morí el 30 de maig de 1992 a la seva residència de Meckenheim, població situada a l'estat de Rin del Nord-Westfàlia.

## Activitat política
Carstens es va unir a les SA, organització paramilitar nazi, l'any 1933, i fou membre del Partit Nacional Socialista dels Treballadors Alemanys des de 1940 fins al 1945. L'any 1955 es va afiliar a la Unió Demòcrata Cristiana (CDU).
El 1960 assolí el càrrec de secretari d'Estat en el Ministeri d'Afers exteriors. Durant el govern de la gran coalició, produïda sota el govern del canceller d'Alemanya Kurt Georg Kiesinger (1966-1969), va ser secretari d'Estat del Ministeri de Defensa i, des de 1968 director de la Cancelleria.
Fou escollit membre del Bundestag l'any 1972, acta de diputat que mantingué fins al 1979. Des de 1973 fins a 1976 fou portaveu del grup parlamentari de la coalició CDU/CSU. En aquest període es va mostrar molt crític amb el que va denominar "tendències excessivament esquerranes existents en la societat alemanya", estenent les seves crítiques al govern del Partit Socialdemòcrata d'Alemanya (SPD) encapçalats per Willy Brandt i Helmut Schmidt, al que considerava "excessivament feble enfront dels grups d'extrema esquerra" i va acusar l'escriptor Heinrich Böll de donar suport la banda Baader-Meinhof.
El 1976, després de les eleccions que van convertir a la coalició CDU/CSU en el partit més votat, Carstens fou elegit president del Bundestag.
El 23 de maig de 1979, l'Assemblea federal va elegir Carstens com a cinquè president de la República Federal Alemanya.
L'any 1983 el canceller Helmut Kohl se someté a una qüestió de confiança que sabia perduda amb l'objectiu d'obtenir una majoria més àmplia en unes noves eleccions generals. Aquesta actuació, molt criticada fou recolzada pel president Carstens en no posar cap obstacle al decret de dissolució del Bundestag i a la convocatòria noves eleccions. L'any 1984 fou guardonat amb el Premi Internacional Carlemany, concedit per la ciutat d'Aquisgrà, pels seus esforços en favor de la unitat europea.
Va decidir no presentar-se a un segon mandat i va abandonar la presidència federal el 30 de juny de 1984, el va succeir Richard von Weizsäcker.